# Barbro Lindh

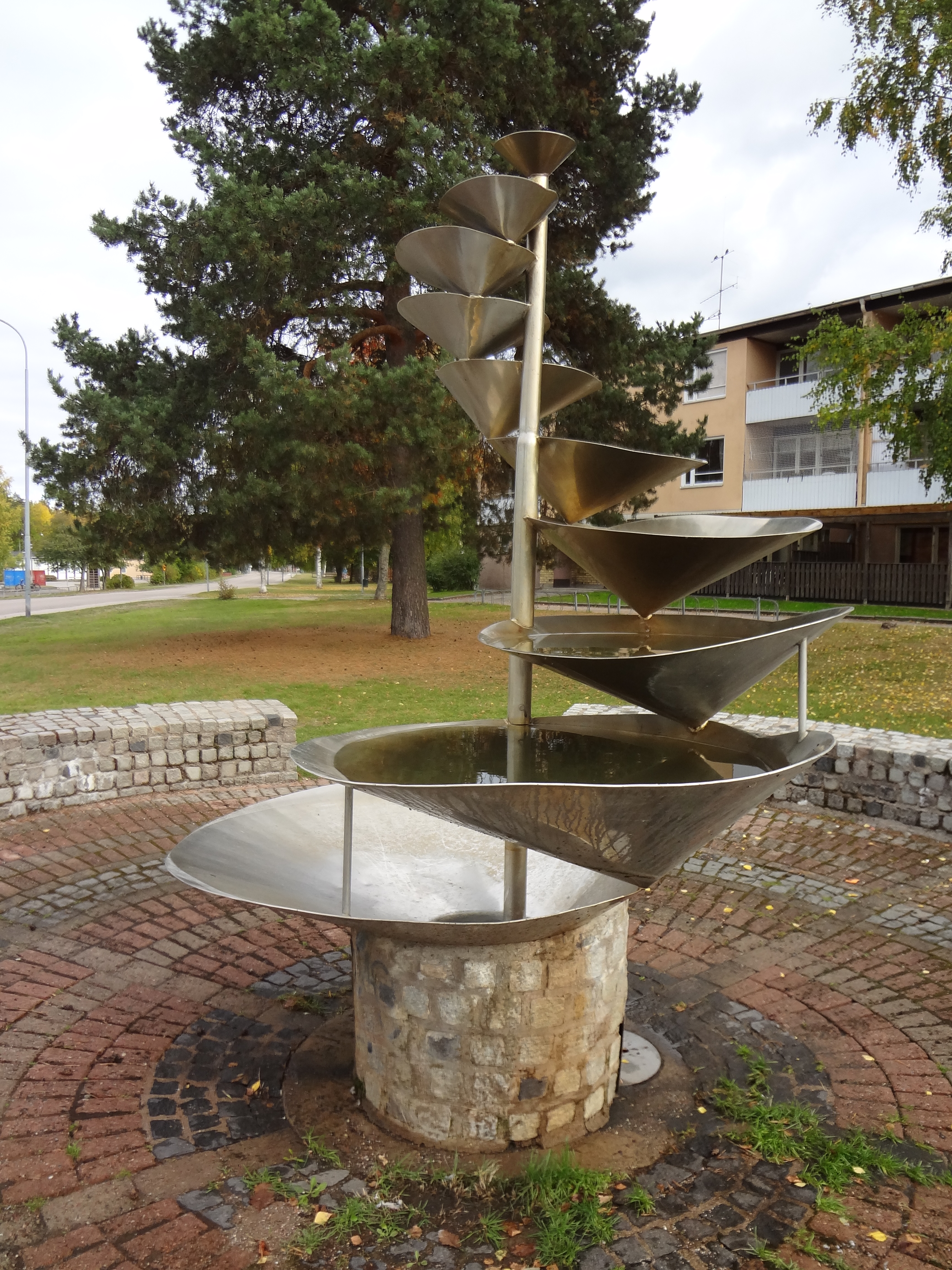
Vattenstege utförd av Barbro Lindh placerad i Lagersberg, Eskilstuna

Barbro Margareta Lindh, född 31 maj 1931 i Sorsele, Västerbottens län, död 4 september 2021 i Eskilstuna, Södermanlands län, var en svensk målare, skulptör och teckningslärare.
Lindh gifte sig 1953 med konstnären Hans Lindh. Hon studerade på Konstfackskolan i Stockholm 1949–1953. Lindh medverkade i samlingsutställningar med Sveriges allmänna konstförening och Eskilstuna konstförening. Bland hennes offentliga arbeten märks skulpturen Silverflammor utförd i svetsat rostfritt stål, uppsatt 1992 i bostadsorådet Råbergstorp, Eskilstuna. Lindhs konst består av stilleben och landskapsmålningar i olja. Hon arbetade även med textil och keramik samt större skulpturer. Lindh är representerad i Eskilstuna kommuns depositionskonstsamling vid Eskilstuna konstmuseum. 